# 帕劳鹦鹉螺

帕劳鹦鹉螺（學名：Nautilus belauensis）为《华盛顿公约》中Ⅰ类保育动物，分布于太平洋岛国帕劳。